# گمینا چووپا
گمینا چووپا (به لهستانی:  Gmina Człopa) یک گمینا در لهستان است که در شهرستان واوچ واقع شده‌است. گمینا چووپا ۳۴۸٫۳۷ کیلومتر مربع مساحت و ۵٬۱۲۴ نفر جمعیت دارد.